# Municipio de Flat Branch
El municipio de Flat Branch (en inglés: Flat Branch Township) es un municipio ubicado en el condado de Shelby en el estado estadounidense de Illinois. En el año 2010 tenía una población de 443 habitantes y una densidad poblacional de 5,06 personas por km².

## Geografía
El municipio de Flat Branch se encuentra ubicado en las coordenadas 39°33′33″N 88°58′17″O / 39.55917, -88.97139. Según la Oficina del Censo de los Estados Unidos, el municipio tiene una superficie total de 87.5 km², de la cual 87,49 km² corresponden a tierra firme y (0,02 %) 0,02 km² es agua.

## Demografía
Según el censo de 2010, había 443 personas residiendo en el municipio de Flat Branch. La densidad de población era de 5,06 hab./km². De los 443 habitantes, el municipio de Flat Branch estaba compuesto por el 98,65 % blancos, el 0,68 % eran afroamericanos y el 0,68 % eran de una mezcla de razas. Del total de la población el 0 % eran hispanos o latinos de cualquier raza.